# 曹春耕
曹春耕（1917年11月—1978年12月5日），中华人民共和国政治人物、外交官。
1972年，接替郝德青，担任中华人民共和国驻挪威大使。1976年，由刘述卿接任。